# أمزميز (أمزميز)
أمزميز هي إحدى مشيخات المملكة المغربية، تتبع جغرافيا لإقليم الحوز وإداريًا لأمزميز. يقدر عدد سكانها بـ 2923 نسمة حسب الإحصاء الرسمي للسكان والسكنى لسنة 2004.